# Subàrtic

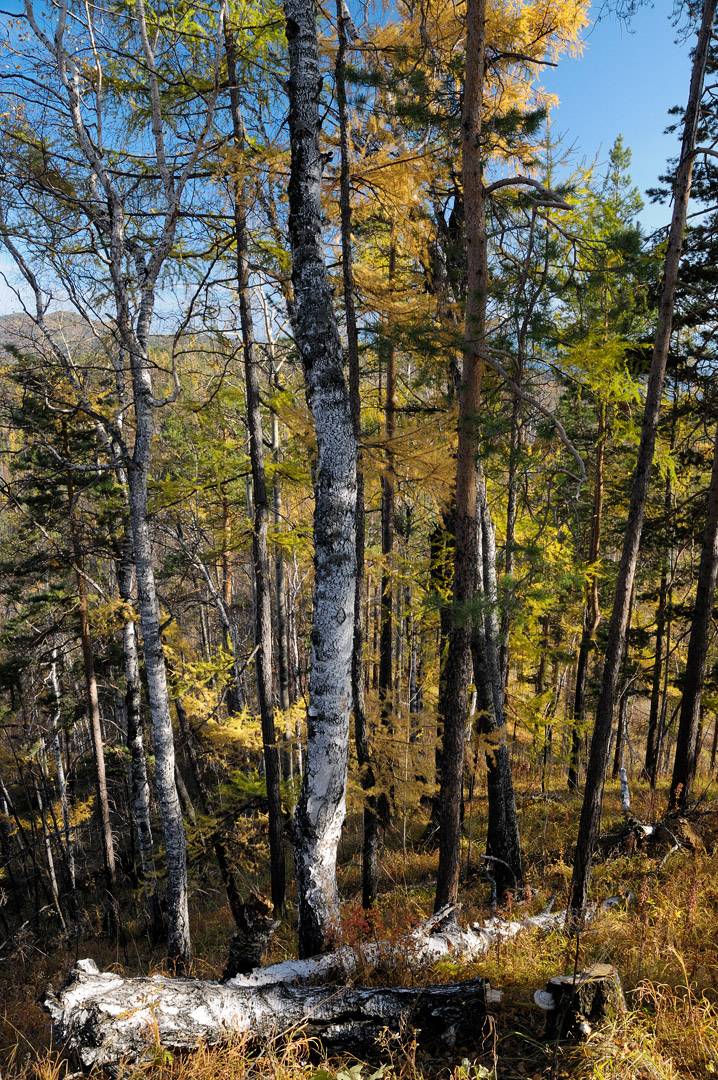
Bosc subàrtic a la zona del llac Baikal.

El subàrtic és una regió de l'hemisferi nord que es troba just al sud de l'Àrtida pròpiament dita i cobreix gran part d'Alaska, el Canadà, el sud de Groenlàndia, el nord d'Escandinàvia, Sibèria, el nord de Mongòlia i part de la província xinesa de Heilongjiang. Generalment, les regions subàrtiques es troben a entre 50°N i 70°N de latitud, segons el clima local.

## Clima i sòls
Les temperatures mensuals superen 10 °C durant almenys un mes, i com a màxim tres mesos, de l'any. Les precipitacions tendeixen a ser minses a causa del baix contingut d'humitat de l'aire fred. Les precipitacions solen ser més abundants als mesos més càlids, amb un màxim estival que va de moderat a Nord-amèrica fins a extrems a l'extrem orient rus. Excepte a les àrees més humides, les glaceres estan pràcticament absents a causa de la manca de precipitacions hivernals; a les àrees més humides, tanmateix, les glaceres tendeixen a ser molt abundants i la glaciació del Plistocè cobrí fins i tot les elevacions més baixes.
Els sòls del subàrtic solen ser molt àcids, principalment a causa de la influència de la vegetació tant al taigà com en torberes, que tendeix a acidificar el sòl, així com l'extrema facilitat amb què es produeix el filtratge de nutrients fins i tot a les regions més glaçades. Els ordres de sòl dominants són els espodosols i, més al nord, els gelisols.
Les regions subàrtiques se solen caracteritzar per tenir una vegetació de bosc de taigà, tot i que als llocs on els hiverns són relativament suaus, com al nord de Noruega, pot haver-hi boscos d'angiospermes - tot i que en alguns casos els sòls romanen massa saturats durant gairebé tot l'any per permetre que creixi qualsevol arbre, i la vegetació dominant és un herbassar torbós dominat per herbes i ciperàcies. Típicament, només hi ha unes quantes espècies de grans mamífers terrestres a les regions subàrtiques; els més importants són els ants (Alces alces), els ossos, els rens Rangifer tarandus i els llops (Canis lupus). L'agricultura està pràcticament limitada a la ramaderia, tot i que es pot cultivar ordi en algunes àrees. El Canadà i Sibèria són molt rics en minerals, notablement níquel, molibdè, cobalt, plom, zinc i urani, mentre que els Grand Banks i el mar d'Okhotsk són dos dels caladors més rics del món i proporcionen la manutenció per molts pobles petits.

## Permagel
Excepte a les àrees adjacents als corrents oceànics càlids, gairebé sempre hi ha un permagel continu a causa dels hiverns molt freds. Això significa que a la majoria de regions subàrtiques resulta molt difícil i car construir-hi; les ciutats són poques (Múrmansk n'és la més gran) i generalment petites, mentre que les carreteres són rares i les vies ferroviàries inexistents. Una conseqüència important d'això és que el transport tendeix a estar limitat a avions de "bush", helicòpters i, a l'estiu, barques de riu.